# Moyenneville, Pas-de-Calais
Moyenneville là một xã trong tỉnh Pas-de-Calais, vùng Hauts-de-France, Pháp.
Moyenneville có cự ly 8 dặm (13 km) về phía nam Arras, tại giao lộ của các tuyến đường D32 và C4.

## Dân số
| 1962                                                              | 1968 | 1975 | 1982 | 1990 | 1999 | 2006 |
| ----------------------------------------------------------------- | ---- | ---- | ---- | ---- | ---- | ---- |
| 268                                                               | 276  | 253  | 285  | 289  | 298  | 280  |
| Số liệu điều tra dân số tính từ năm 1962, dân số chỉ tính một lần |      |      |      |      |      |      |

## Địa điểm nổi bật
- Nhà thờ St.Bertin, được xây lại, giống như xã này, sau thế chiến I.